# Spilosoma anterorufa
Spilosoma anterorufa là một loài bướm đêm thuộc phân họ Arctiinae, họ Erebidae.